# Friederikenbrücke (Georgengarten)

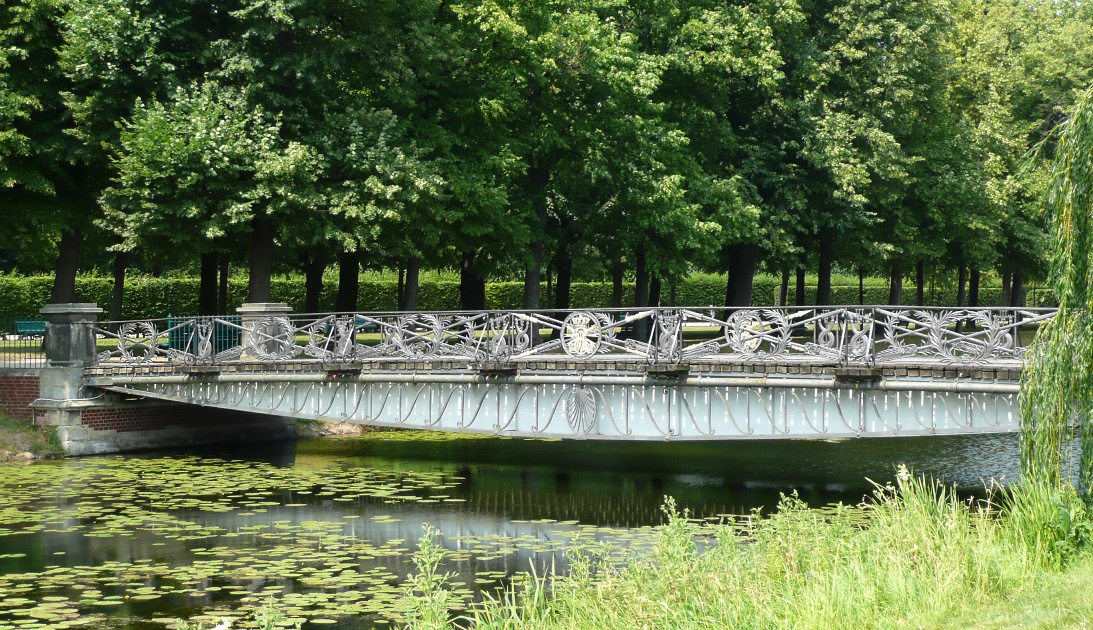
Friederikenbrücke über die Graft des Großen Gartens

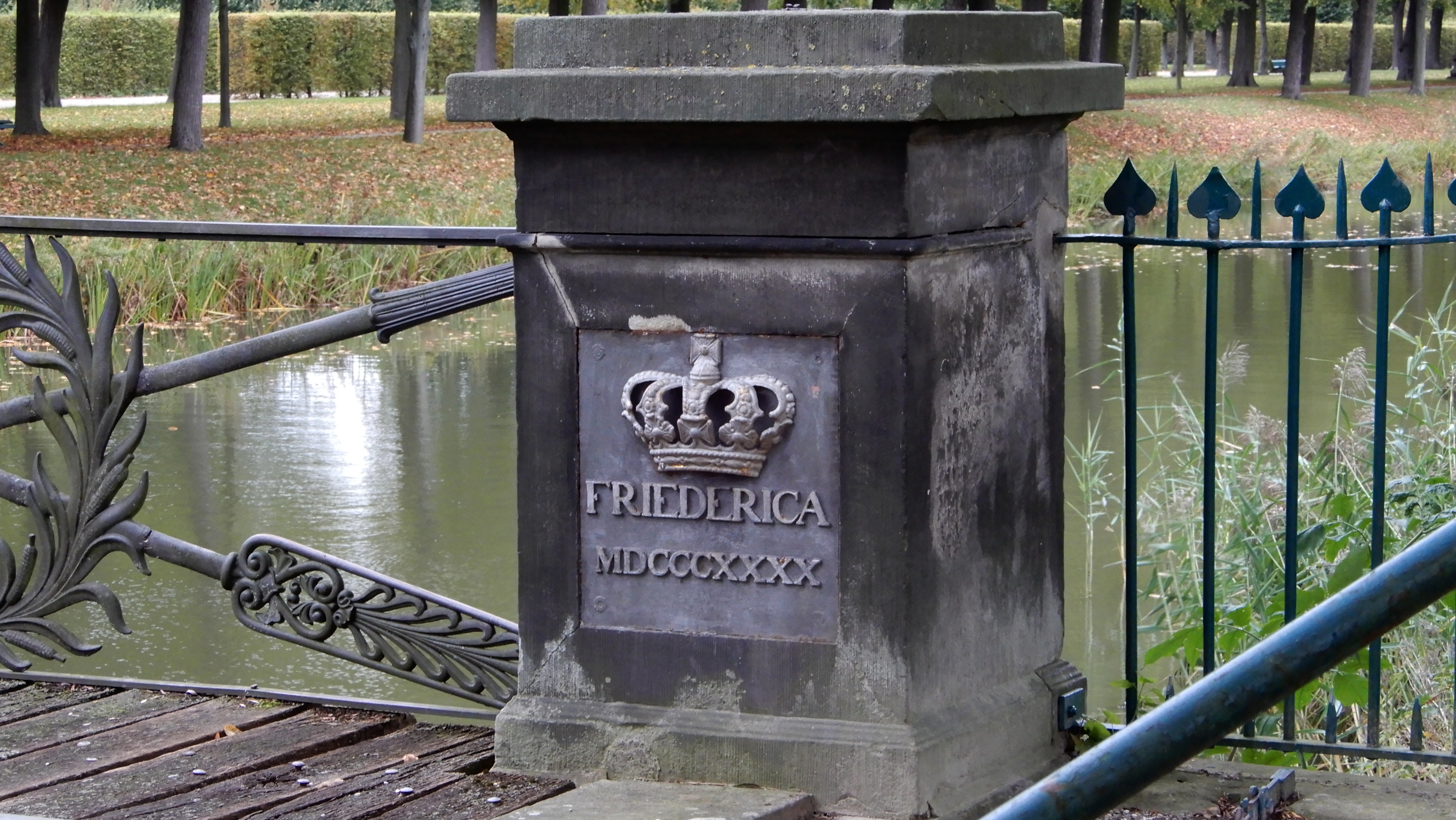
Detailansicht

Die Friederikenbrücke über die Graft des Großen Gartens in Hannover entstand im Zusammenhang mit der Anlage des Georgengartens 1839/40 nach einem Entwurf des Hofbaumeisters Georg Ludwig Friedrich Laves. Sie wurde nach Friederike von Mecklenburg-Strelitz benannt.
Die eiserne Fahrbrücke wurde nach Laves’ Entwurf mit Linsenträgern in verbesserter Konstruktion ausgeführt. Der Obergurt dient dabei als schmiedeeiserner Röhrenträger.
Die Brücke wurde 1937 verstärkt, wobei die ursprünglichen äußeren Träger vermutlich erhalten wurden.
Seit 2013 war die Brücke wegen starker Baufälligkeit nicht mehr begehbar und gesperrt. Die Brücke wurde 2019 abgebaut und umfänglich saniert. Die Sanierung konnte 2021 abgeschlossen werden und kostete rund eine Million Euro.